# Meliah Selatan
Meliah Selatan is een bestuurslaag in het regentschap Natuna van de provincie Riau-archipel, Indonesië. Meliah Selatan telt 190 inwoners (volkstelling 2010).